# Megaselia insolens
Megaselia insolens är en tvåvingeart som beskrevs av Rudolf Beyer 1965. Megaselia insolens ingår i släktet Megaselia och familjen puckelflugor. Inga underarter finns listade i Catalogue of Life.